# Suligoy (apellido)
Apellido de origen esloveno, cuyos portadores se encuentran mayoritariamente en la República Argentina, sobre todo en el norte de la provincia de Santa Fe. Es una modificación de "Šuligoj" o "Sulligoj", producto de la adaptación a la ortografía española al ingresar a la República Argentina a finales del siglo XIX, en lo que se considera la "primera ola inmigratoria eslovena" en este país. 
El apellido tiene su origen en el territorio de la actual República de Eslovenia y se encuentra principalmente en la región de Goriška, ubicada en el límite con Italia, especialmente en los alrededores de Čepovan y Lokovec.
La forma en la que se ha escrito este apellido ha variado a lo largo de la historia. El registro más antiguo conocido del apellido data del siglo XV (1494) y pertenece a un agricultor oriundo de Orehovlje, Eslovenia, llamado Andre Schulligoy. En la actualidad, la forma más común de escribirlo en este país es "Šuligoj".

## Fonética
En esloveno la S con carón (Š, š) se pronuncia como una “sh” inglesa, pero más profunda; mientras que la J final, es muy similar a la “i” española. Por tanto, su pronunciación sería similar a “Shuligoi”.

## Significado
Mientras tanto, el significado del apellido aún genera dudas entre los investigadores. Para el lingüista esloveno Silvo Torkar (2020), el apellido fue creado a partir de un nombre personal precristiano, y de acuerdo a su estructura, se trata de una combinación de dos componentes semánticamente poco claros.
Šuli, que en semítico significa Šulu (subir, ascender, ir hacia arriba), puede conectarse además con el verbo Šúliti en los significados “alisar” o “raspar”. Asimismo, entrarían en consideración los adjetivos Šul y Šulav en el sentido de “con orejas pequeñas” o la palabra Šulj, un trozo de tronco aserrado.
Por otro lado, nos encontramos con la terminación -goj, la cual no es menos problemática en cuanto a establecer su significado u origen. Para el lingüista esloveno Marko Snoj (2002) es evidente la identificación con el lexema eslavo *gojb, cuyo significado puede establecerse como “vivir" o “vocación”. Por ejemplo, en los registros medievales, las atestaciones Zwerigoy < *Zvěrigojb (el primer elemento *zvěrb que significa "animal salvaje") y Porgoy < *Borigojb (el primer elemento de *boriti sę "a la batalla") nos permite postular sus significados originales como "uno que se gana la vida con animales salvajes ", es decir, "cazador", y "uno que se gana la vida participando en la batalla ", es decir, un "soldado mercenario". Mientras que Keber (2009), sostiene que el componente -goj generalmente asociado con el verbo gojiti (cultivar), se ha vaciado de significado debido a su uso frecuente, ya que hay más de 30 apellidos con esta terminación.
1. ↑  Rant, Pedro (1959). «La inmigración eslovena en la República Argentina». Universidad de Buenos Aires. Facultad de Ciencias Económicas. Consultado el 31 de julio de 2023.
2. ↑  Pronunciación del apellido Šuligoj (esloveno). Véase también: Suligoj, Suligoy y Suligoi.
3. ↑  Torkar, Silvo (2020). Zgodovinska antroponimija in toponimija vzhodne Tolminske (en esloveno). Založba ZRC. p. 150. ISBN 978-961-05-0464-1. Consultado el 31 de julio de 2023.
4. 1 2  Janez Keber (20 de febrero de 2009). «Priimek Šuligoj». Consultado el 31 de julio de 2023.
5. ↑  Snoj, Marko (16 de diciembre de 2002). «Slovenski priimki na -goj». FOLIA ONOMASTICA CROATICA 11 (2002). Consultado el 31 de julio de 2023.

- Datos: Q130102009